# اتل چما
اتل چما (انگلیسی: Ethel Chama؛ زادهٔ ۷ اوت ۱۹۹۲) بازیکن فوتبال اهل زامبیا است.
وی همچنین در تیم ملی فوتبال Zambia بازی کرده‌است.